# Coexistence pacifique
Pour les articles homonymes, voir Dégel (homonymie).

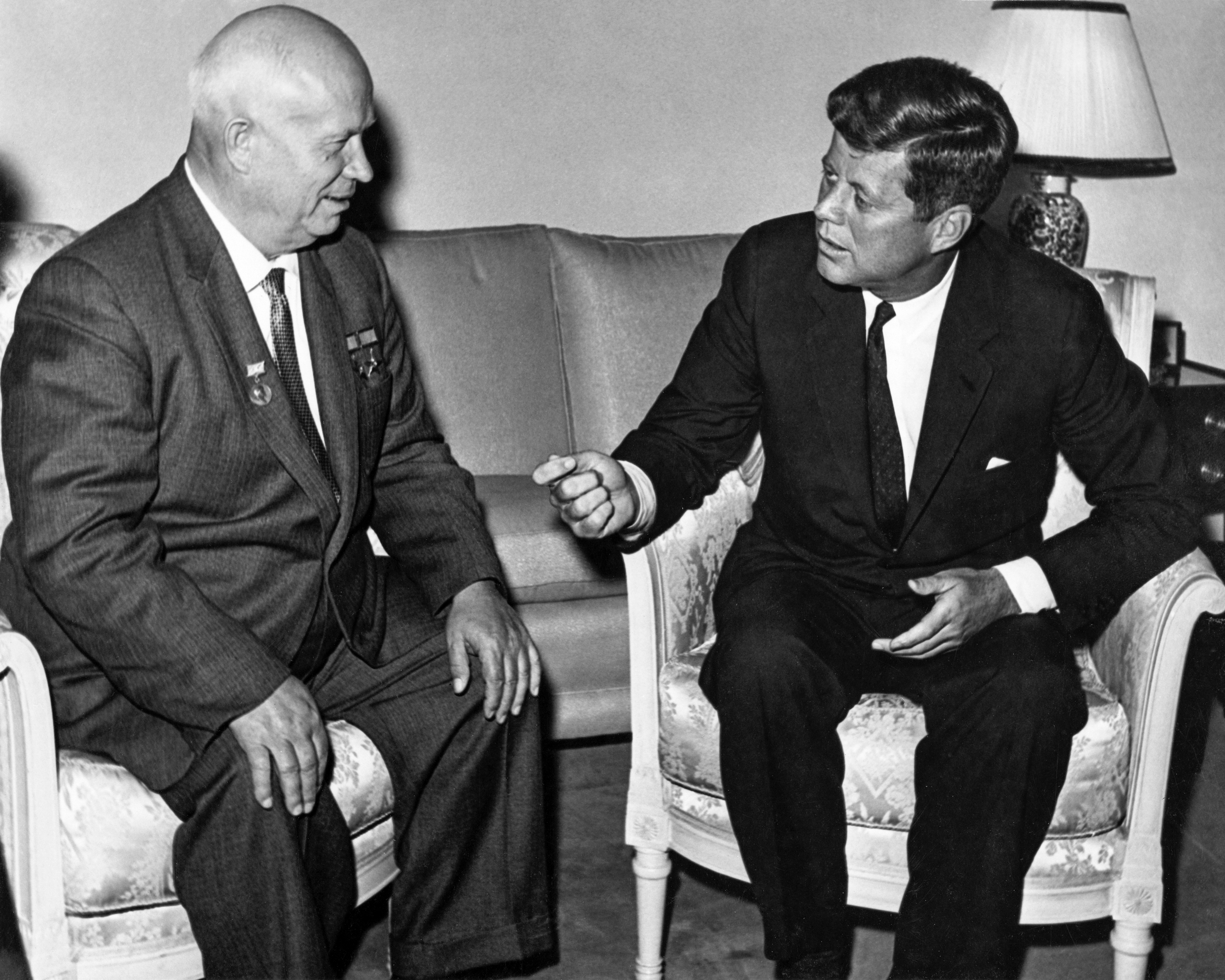
Recontre entre Nikita Khrouchtchev (à gauche) et John F. Kennedy (à droite) à Vienne en 1961.

La coexistence pacifique, ou cohabitation pacifique, est une doctrine de politique extérieure soviétique. Ce terme concerne le pan international du dégel de Khrouchtchev.

## Historique
Formulée dès 1952 par Staline, elle est reprise par Malenkov en 1953 puis dans le discours de Nikita Khrouchtchev en 1956, premier secrétaire du Parti, au XXe congrès du Parti communiste de l'Union soviétique.
Elle a pour but de limiter l'affrontement avec les États-Unis pour préserver la possibilité d'une victoire finale soviétique. Elle est grandement favorisée par l'équilibre de la terreur.
Par la suite, après la construction du mur de Berlin et surtout la crise des missiles de Cuba, les deux grandes puissances (États-Unis et Union soviétique) prennent conscience de la nécessité d'une politique de détente et décident d’entamer un dialogue, puisque les arsenaux nucléaires phénoménaux possédés de part et d'autre entraineraient la disparition de l'humanité en cas de conflit. 
Les deux blocs cherchent donc à limiter la course aux armements et amorcent une coopération commerciale. La limitation des armes atomiques et des missiles intercontinentaux est davantage recherchée par l'URSS afin de mieux tirer parti des forces régulières qu'elle maintient en grand nombre près des pays européens occidentaux.
Cette doctrine n'empêche néanmoins pas les affrontements indirects par alliés interposés. La première crise de Cuba en avril 1961 et la guerre du Viet-Nam eurent lieu en période de « coexistence pacifique ». La deuxième crise des missiles d'octobre 1962 voit un affrontement direct entre les deux grands.